# Euxoa
Euxoa är ett släkte av fjärilar som beskrevs av Jacob Hübner 1821. Euxoa ingår i familjen nattflyn, Noctuidae.

## Dottertaxa tillEuxoa, i alfabetisk ordning[1][2]

### UndersläkteHeteroeuxoa
- Euxoa olivia Morrison 1876
- Euxoa septentrionalis Walker 1865
- Euxoa vernalis Lafontaine 1976

### UndersläkteLongivesica
- Euxoa divergens Walker 1857
- Euxoa edictalis Smith 1893
- Euxoa fauna Morrison 1876
- Euxoa messoria Harris 1841
- Euxoa sinelinea Hardwick 1965

### UndersläkteOrosagrotis
- Euxoa aberrans McDunnough 1932
- Euxoa cashmirensis Hampson 1903
- Euxoa cooki McDunnough 1925
- Euxoa flavicollis Smith 1888
- Euxoa incognita Smith 1893
- Euxoa macrodentata Hardwick 1965
- Euxoa manitobana McDunnough 1925
- Euxoa montana Morrison 1875
- Euxoa nomas Erschoff 1874
- Euxoa perolivalis Smith 1905
- Euxoa perpolita Morrison 1876
- Euxoa ridingsiana Grote 1875
- Euxoa riversii Dyar 1903
- Euxoa taura Smith 1905
- Euxoa wilsoni Grote 1873

### UndersläktePalaeoeuxoa
- Euxoa biformata Smith 1910
- Euxoa intermontana Lafontaine 1975
- Euxoa mimallonis Grote 1873
  - Euxoa mimallonis gagates Grote 1875
- Euxoa shasta Lafontaine 1975
  - Euxoa shasta condita Lafontaine 1975

### UndersläktePleonectopoda
- Euxoa altens McDunnough 1946
- Euxoa atomaris Smith 1890
- Euxoa aurulenta Smith 1890
- Euxoa austrina Hardwick 1968
- Euxoa axiliodes Hampson 1903
- Euxoa chimoensis Hardwick 1966
- Euxoa churchillensis McDunnough 1932
- Euxoa cinchonina Guenée 1852
- Euxoa crassilinea Wallengren 1860
- Euxoa cryptica Hardwick 1968
- Euxoa dissona Möschler 1860
- Euxoa extranea Smith 1887
- Euxoa fuscigera Grote 1874
- Euxoa juliae Hardwick 1968
- Euxoa lewisi Grote 1873
- Euxoa luteosita Smith 1900
- Euxoa macleani McDunnough 1927
- Euxoa pestula Smith 1904
- Euxoa pleuritica Grote 1876
- Euxoa quebecensis Smith 1900
- Euxoa scandens Riley 1869
- Euxoa simona McDunnough 1932
- Euxoa trifasciata Smith 1887
- Euxoa tristicula Morrison 1875
- Euxoa vallus Smith 1900
- Euxoa vetusta Walker 1865
- Euxoa westermanni Staudinger 1857
  - Euxoa westermanni polaris Bang-Haas 1910

### Arter som ännu ej förts till något undersläkte
- Euxoa acornis Smith 1895
  - Euxoa acornis alko Strecker 1899
- Euxoa acuminifera Eversmann 1854
- Euxoa adjemi Brandt 1941
- Euxoa adumbrata Eversmann, 1842, alvarjordfly
- Euxoa aequalis Harvey 1876
- Euxoa agema Strecker 1899
- Euxoa agricola Boisduval 1829
- Euxoa albipennis Grote 1877
- Euxoa amorpha Boursin 1964
- Euxoa amplexa Corti 1931
- Euxoa anaemica Draudt 1936
- Euxoa anarmodia Staudinger 1897
- Euxoa anatolica Draudt 1936
- Euxoa aneucta Brandt 1938
  - Euxoa aneucta binaloudica Brandt 1941
- Euxoa annulipes Smith 1890
- Euxoa antica Lafontaine 1974
- Euxoa aquilina Denis & Schiffermüller 1775
  - Euxoa aquilina actinea Kozhanchikov 1934
  - Euxoa aquilina falleri Schawerda 1927
  - Euxoa aquilina obeliscata Wagner 1929
  - Euxoa aquilina rabiosa Corti 1931
  - Euxoa aquilina rangnowi Corti 1932
  - Euxoa aquilina schwingenschussi Corti 1926
  - Euxoa aquilina titschacki Corti 1930
- Euxoa arizonensis Lafontaine 1974
- Euxoa arnoldi Turati 1933
- Euxoa asymmetrica Kozhanchikov 1930
- Euxoa atristrigata Smith 1890
- Euxoa aurantiaca Lafontaine 1974
- Euxoa auripennis Lafontaine 1974
- Euxoa basalis Grote 1879
- Euxoa basigramma Staudinger 1870
  - Euxoa basigramma hyrcana Corti 1932
  - Euxoa basigramma pallidior Wagner 1913
- Euxoa beatissima Rebel 1913
- Euxoa berliozi Laporte 1974
- Euxoa bicollaris Grote 1878
- Euxoa bifasciata Smith 1887
- Euxoa birena Berio 1962
- Euxoa birivia Schiffermüller 1775
  - Euxoa birivia sudeticola Skala 1929
- Euxoa bogdanovi Erschoff 1874
- Euxoa bostoniensis Grote 1874
- Euxoa brevipennis Smith 1887
- Euxoa camalpa Dyar 1912
  - Euxoa camalpa manca Benjamin 1936
- Euxoa campestris Grote 1875
- Euxoa cana Lafontaine 1974
- Euxoa canariensis Rebel 1902
  - Euxoa canariensis arefacta Rebel 1906
  - Euxoa canariensis arsinaria Aurivillius 1910
  - Euxoa canariensis diamondi Boursin 1940
  - Euxoa canariensis hierrata Pinker & Bacallado 1975
  - Euxoa canariensis lanzarotae Pinker & Bacallado 1975
  - Euxoa canariensis mauretanica Bang-Haas 1910
  - Euxoa canariensis palmensis Pinker & Bacallado 1975
- Euxoa capsensis Chrétien 1911
- Euxoa cartagensis Schaus 1911
- Euxoa castanea Lafontaine 1981
- Euxoa catenula Grote 1879
- Euxoa catervaria Corti 1929
- Euxoa cespitis Swinhoe 1885
- Euxoa choris Harvey 1876
- Euxoa christophi Staudinger 1870
- Euxoa cicatricosa Grote & Robinson 1865
- Euxoa cincta Barnes & Benjamin 1924
- Euxoa cinereopallidus Smith 1903
- Euxoa cinnabarina Barnes & McDunnough 1918
- Euxoa citricolor Grote 1880
- Euxoa clauda Püngeler 1906
- Euxoa clausa McDunnough 1923
- Euxoa cognita Staudinger 1881
- Euxoa comosa Morrison 1876
  - Euxoa comosa altera McDunnough 1940
  - Euxoa comosa annir Strecker 1898
  - Euxoa comosa lutulenta Smith 1890
  - Euxoa comosa ontario Smith 1900
- Euxoa cona Strecker 1898
- Euxoa conjuncta Smith 1890
- Euxoa cos Hübner 1827
  - Euxoa cos aphe Mabille 1885
  - Euxoa cos crimaea Bang-Haas 1906
  - Euxoa cos cycladum Staudinger 1870
  - Euxoa cos praesaga Corti 1932
- Euxoa costata Grote 1876
- Euxoa culminicola Staudinger 1870
- Euxoa cuprina Staudinger 1899
- Euxoa cursoria Hüfnagel 1766, sandfältsjordfly
- Euxoa cymograpta Hampson 1918
- Euxoa dallolmoi Berio 1972
- Euxoa dargo Strecker 1898
- Euxoa declarata Walker 1865
  - Euxoa declarata californica Hardwick 1973
- Euxoa decora Denis & Schiffermüller 1775
  - Euxoa decora kuruschensis Boursin 1940
  - Euxoa decora macedonia Thurner 1936
  - Euxoa decora mimouna Le Cerf 1933
  - Euxoa decora olympica Tuleschkov 1951
  - Euxoa decora simulatrix Hübner 1824
  - Euxoa decora splendida Turati 1911
- Euxoa decorans Staudinger 1896
- Euxoa deserta Staudinger 1870
  - Euxoa deserta glaseri Varga 1979
  - Euxoa deserta hamadanensis Varga 1979
- Euxoa designata Brandt 1941
- Euxoa detersa Walker 1856
  - Euxoa detersa personata Morrison 1876
- Euxoa difficillima Draudt 1937
- Euxoa difformis Smith 1900
- Euxoa dimorpha Hampson 1919
- Euxoa distaxis Boursin 1928
- Euxoa distinguenda Lederer 1857
  - Euxoa distinguenda akschehirensis Corti 1932
  - Euxoa distinguenda arvernensis Boursin 1969
  - Euxoa distinguenda astfaelleri Corti 1925
  - Euxoa distinguenda distincta Staudinger 1892
  - Euxoa distinguenda fotica Kovacs 1952
  - Euxoa distinguenda provincialis Boursin 1926
  - Euxoa distinguenda rumelica Boursin 1935
  - Euxoa distinguenda uralensis Corti 1926
- Euxoa dodi McDunnough 1923
- Euxoa doufanae Oberthür 1918
- Euxoa dsheiron Brandt 1938
- Euxoa emolliens Hampson 1905
- Euxoa enixa Püngeler 1906
- Euxoa eremorealis Varga 1975
- Euxoa fallax Eversmann 1854
- Euxoa falvidens Smith 1887
- Euxoa filipijevi Kozhanchikov 1929
- Euxoa fissa Staudinger 1895
- Euxoa flavisignata Corti 1932
- Euxoa foeda Lederer 1855
- Euxoa foeminalis Smith 1900
- Euxoa fraudulenta Corti 1928
- Euxoa fumalis Grote 1873
- Euxoa glabella Wagner 1930
- Euxoa guadalupensis Lafontaine & Byers 1982
- Euxoa hastifera Donzel 1848
  - Euxoa hastifera abdallah Oberthür
  - Euxoa hastifera ambrosiana Boursin 1927
  - Euxoa hastifera geghardica Varga 1979
  - Euxoa hastifera marocana Boursin & Rungs
  - Euxoa hastifera pomazensis Kovacs 1947
- Euxoa haverkampfi Standfuss 1893
  - Euxoa haverkampfi continentalis Reisser 1936
- Euxoa hendersoni Pinhey 1968
- Euxoa henrietta Smith 1900
- Euxoa heringi Staudinger 1877
  - Euxoa heringi marcens Christoph 1893
  - Euxoa heringi maronitica Wiltshire 1939
- Euxoa hilaris Freyer 1838
- Euxoa hollemani Grote 1874
- Euxoa homicida Staudinger 1900
  - Euxoa homicida lugubris Brandt 1941
  - Euxoa homicida schahkuhensis Bartel 1907
- Euxoa hyperythra Boursin 1964
- Euxoa hypochlora Boursin 1964
  - Euxoa hypochlora afghanica Boursin 1964
- Euxoa idahoensis Grote 1878
- Euxoa immixta Grote 1880
- Euxoa impexa Püngeler 1904
- Euxoa inclusa Corti 1931
- Euxoa infausta Walker 1865
- Euxoa infracta Morrison 1875
- Euxoa inscripta Lafontaine 1981
- Euxoa intolerabilis Püngeler 1902
- Euxoa intracta Walker 1856
  - Euxoa intracta kurilintracta Bryk 1948
- Euxoa intrita Morrison 1874
- Euxoa inyoca Benjamin 1936
- Euxoa islandica Staudinger 1857
  - Euxoa islandica rossica Staudinger 1881
- Euxoa kotzschi Draudt 1937
- Euxoa laetificans Smith 1894
- Euxoa latro Barnes & Benjamin 1926
- Euxoa leaena Püngeler 1906
- Euxoa lecerfi Zerny 1934
- Euxoa lidia Stoll, 1782, klittjordfly
- Euxoa lillooet McDunnough 1927
- Euxoa lineifrons Smith 1890
- Euxoa loya Smith 1900
  - Euxoa loya excogita Smith 1900
- Euxoa lucida Barnes & McDunnough 1912
- Euxoa luctuosa Lafontaine 1976
- Euxoa luteomixta Wagner 1932
- Euxoa maderensis Lafontaine 1976
- Euxoa medialis Smith 1887
- Euxoa melana Lafontaine 1975
- Euxoa melura McDunnough 1932
- Euxoa mendeli Fernandez 1918
- Euxoa mercedes Barnes & McDunnough 1912
- Euxoa minima Kozhanchikov 1928
- Euxoa misturata Smith 1890
- Euxoa mitis Smith 1894
- Euxoa moerens Grote 1883
- Euxoa monotona Kozhanchikov 1929
- Euxoa montigenarum Rougeot & Laporte 1983
- Euxoa munis Grote 1879
- Euxoa murdocki Smith 1890
- Euxoa mustelina Christoph 1876
  - Euxoa mustelina centralis Staudinger 1889
- Euxoa nevada Smith 1900
- Euxoa nevadensis Corti 1928
- Euxoa nigrata Matsumura 1925
- Euxoa nigricans Linnaeus 1761, svart jordfly
- Euxoa niveilinea Grote 1882
- Euxoa nostra Smith 1890
- Euxoa obelisca Schiffermüller 1775, obeliskjordfly
  - Euxoa obelisca bugeaudi Oberthür 1918
  - Euxoa obelisca carbonis Warren 1910
  - Euxoa obelisca corsicola Corti 1928
  - Euxoa obelisca salioclitana Boursin 1934
  - Euxoa obelisca stephensii Heydemann 1933
- Euxoa obeliscoides Guenée 1852
- Euxoa oberfoelli Hardwick 1973
- Euxoa oberthuri Leech 1900
  - Euxoa oberthuri nominata Bryk 1948
- Euxoa oblongistigma Smith 1887
- Euxoa occidentalis Lafontaine & Byers 1982
- Euxoa ochrogaster Guenée 1852, ryskt jordfly
- Euxoa olivalis Grote 1879
- Euxoa oncocnemoides Barnes & Benjamin 1926
- Euxoa opportuna Corti 1932
- Euxoa oranaria Bang-Haas 1906
- Euxoa pallipennis Smith 1887
- Euxoa parnassiphila Staudinger 1881
- Euxoa perierga Brandt 1938
  - Euxoa perierga dichagyroides Varga 1979
  - Euxoa perierga dolomedes Boursin 1940
  - Euxoa perierga haloeremialis Varga 1979
  - Euxoa perierga kendevani Boursin 1940
- Euxoa permixta McDunnough 1940
- Euxoa philippsi Corti 1928
- Euxoa pimensis Barnes & McDunnough 1910
- Euxoa piniae Buckett & Bauer 1964
- Euxoa pirigna Püngeler 1906
- Euxoa plagigera Morrison 1874
- Euxoa plumbescens Kozhanchikov 1937
- Euxoa plumbina Wagner 1913
- Euxoa pluralis Grote 1878
- Euxoa polytela Boursin 1940
- Euxoa powelli Oberthür 1912
  - Euxoa powelli persubtilis Corti 1929
- Euxoa praestigiosa Brandt 1941
- Euxoa predotae Schawerda 1922
- Euxoa privigna Püngeler 1906
- Euxoa proleuca Hampson 1903
- Euxoa pseudoberliozi Rouget & Laporte 1983
- Euxoa psimmythiosa Boursin 1958
- Euxoa puengeleri Wagner 1913
- Euxoa punctifera Corti 1931
- Euxoa punctigera Walker 1865
- Euxoa quadridentata Grote & Robinson 1865
- Euxoa rasilis Corti 1932
- Euxoa rebeli Wagner 1913
- Euxoa recula Harvey 1876
- Euxoa recussa Hübner 1817, storringat jordfly
  - Euxoa recussa ligula Bang-Haas 1910
  - Euxoa recussa tetrastigma Zetterstedt, 1840.[3]
- Euxoa redimicula Morrison 1874
- Euxoa rjabovi Kozhanchikov 1930
- Euxoa robiginosa Staudinger 1894
- Euxoa rockburnei Hardwick 1973
- Euxoa rubrior Pinker 1980
- Euxoa rufula Smith 1887
  - Euxoa rufula basiflava Smith 1890
- Euxoa rugifrons Mabille 1888
- Euxoa satiens Smith 1890
- Euxoa satis Harvey 1876
- Euxoa scholastica McDunnough 1920
- Euxoa scotogrammoides McDunnough 1932
- Euxoa sculptilis Harvey 1874
- Euxoa scurrilis Draudt 1937
- Euxoa segnilis Duponchel 1837
  - Euxoa segnilis diaphora Boursin 1928
- Euxoa selenis Smith 1900
- Euxoa serotina Lafontaine 1976
- Euxoa serricornis Smith 1888
- Euxoa servita Smith 1895
- Euxoa setonia McDunnough 1927
- Euxoa sibirica Boisduval 1832
- Euxoa siccata Smith 1893
- Euxoa sigmata Kozhanchikov 1928
- Euxoa silens Grote 1875
- Euxoa simulata McDunnough 1946
- Euxoa spumata McDunnough 1940
- Euxoa stigmatalis Smith 1900
- Euxoa stygialis Barnes & McDunnough 1912
- Euxoa subconspicua Staudinger 1888
- Euxoa sulcifera Christoph 1893
- Euxoa teleboa Smith 1890
- Euxoa temera Hübner, fläckjordfly
  - Euxoa temera boursini Schawerda 1931
  - Euxoa temera hemispherica Hampson 1903
  - Euxoa temera leucotera Bytinski-Salz 1937
  - Euxoa temera perambulans Corti 1931
- Euxoa terrenus Smith 1900
- Euxoa tessellata Harris 1841
- Euxoa theryi Le Cerf 1932
- Euxoa tibetana Moore 1878
- Euxoa tocoyae Smith 1900
- Euxoa transcaspica Kozhanchikov 1928
- Euxoa triaena Kozhanchikov 1929
- Euxoa tristis Staudinger 1898
- Euxoa tritici Linnaeus 1761, vetejordfly
  - Euxoa tritici adriatica Fiori 1958
  - Euxoa tritici biscajana Corti 1932
  - Euxoa tritici reisseri Corti 1932
- Euxoa triumregium Varga 1979
- Euxoa tronella Smith 1903
- Euxoa uncarpa Kozhanchikov 1929
- Euxoa unica McDunnough 1940
- Euxoa urbanoides Kozhanchikov 1937
- Euxoa ustulata Lafontaine 1976
- Euxoa vanensis Draudt 1937
- Euxoa vartianica Boursin 1963
- Euxoa velleripennis Grote 1874
- Euxoa violaris Grote & Robinson 1868
- Euxoa vitta Esper 1789, stäppjordfly
  - Euxoa vitta hercegovinensis Schawerda 1938
  - Euxoa vitta rondoui Boursin 1935
- Euxoa wagneri Corti 1926
- Euxoa waliarum Rougeot & Laporte 1983
- Euxoa waltharii Corti 1931
- Euxoa wirima Hardwick 1965
- Euxoa xasta Barnes & McDunnough 1910
- Euxoa zernyi Boursin 1944
- Euxoa zugmayeri Boursin 1948

## Bildgalleri

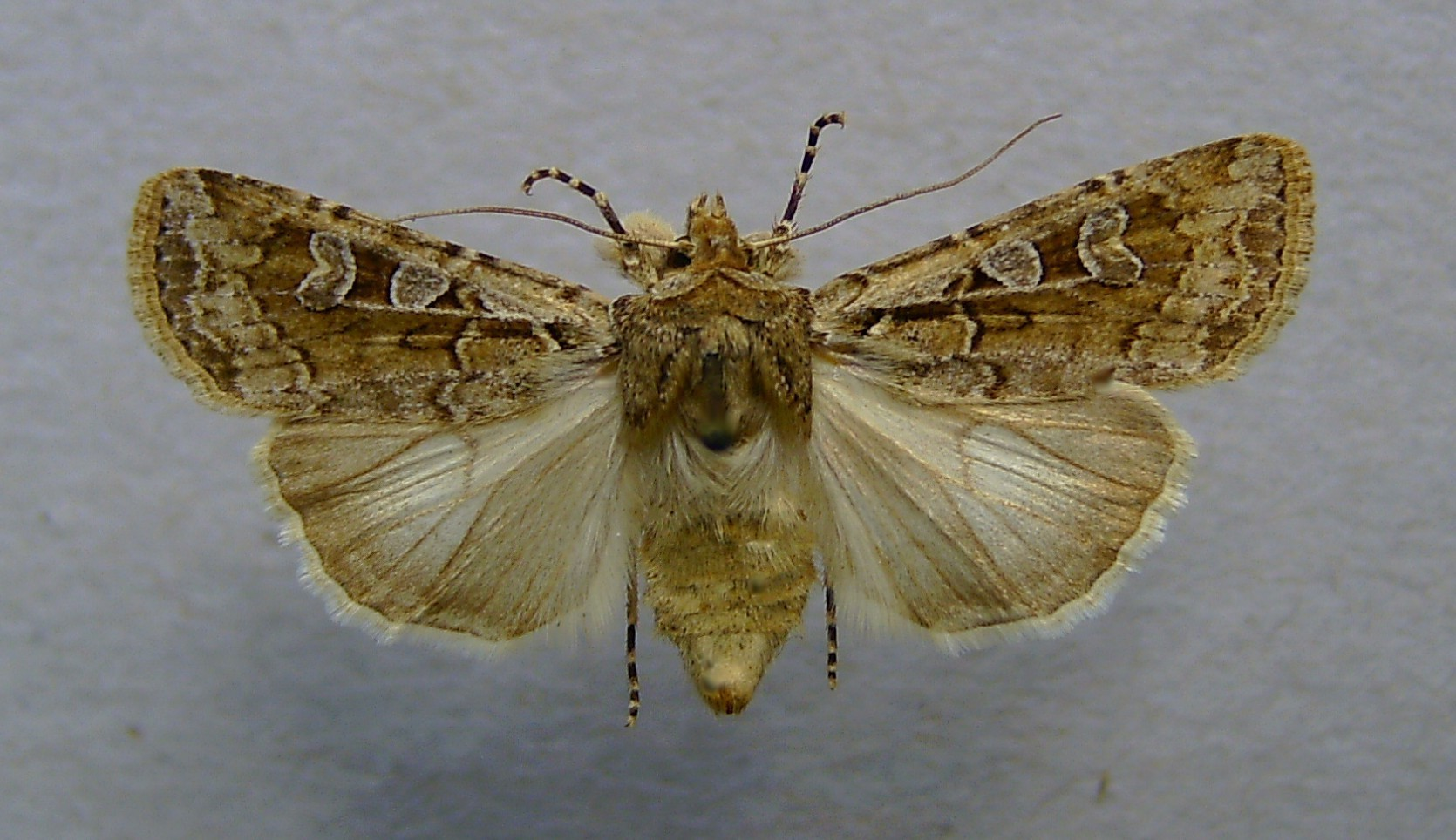
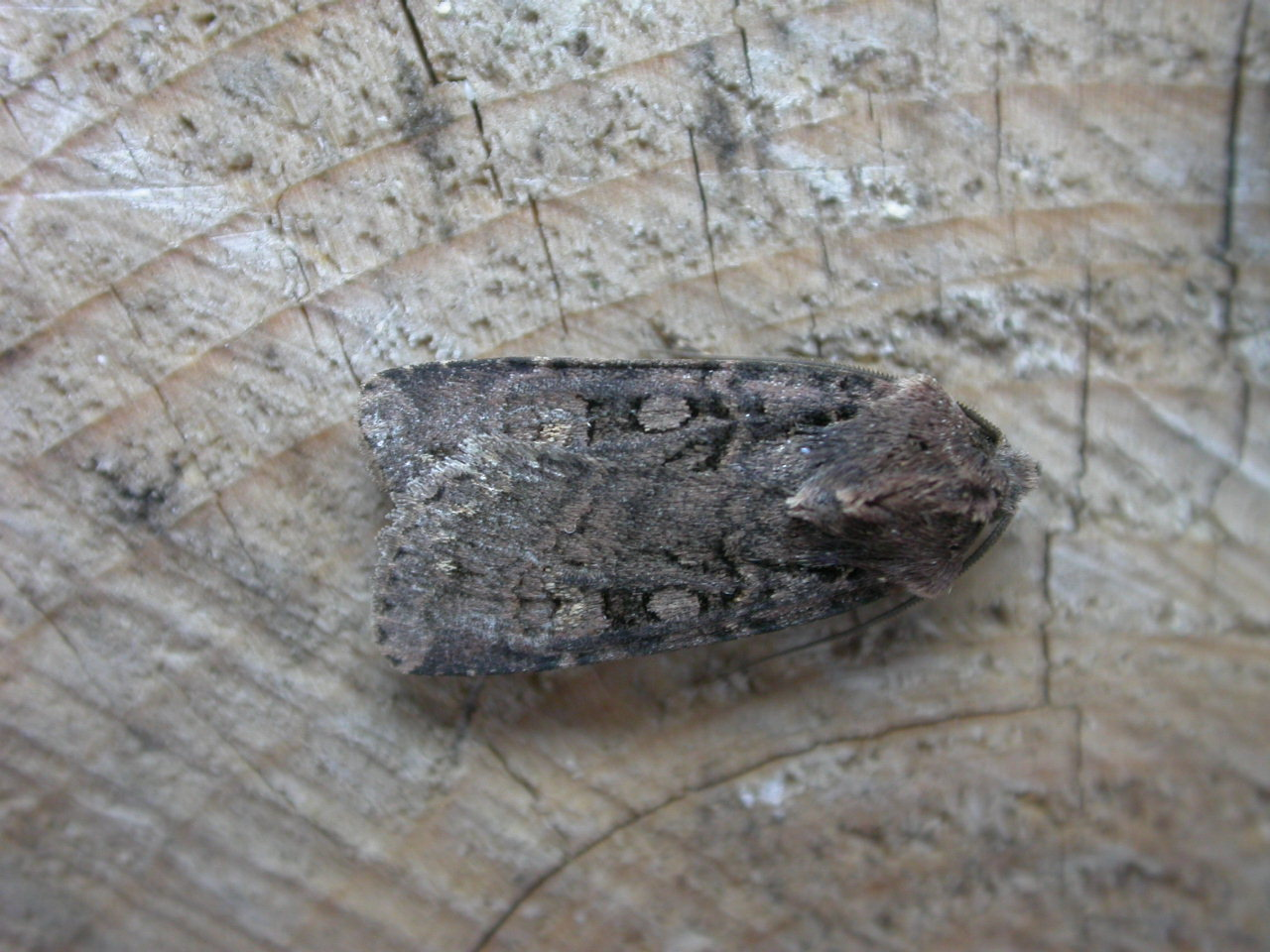
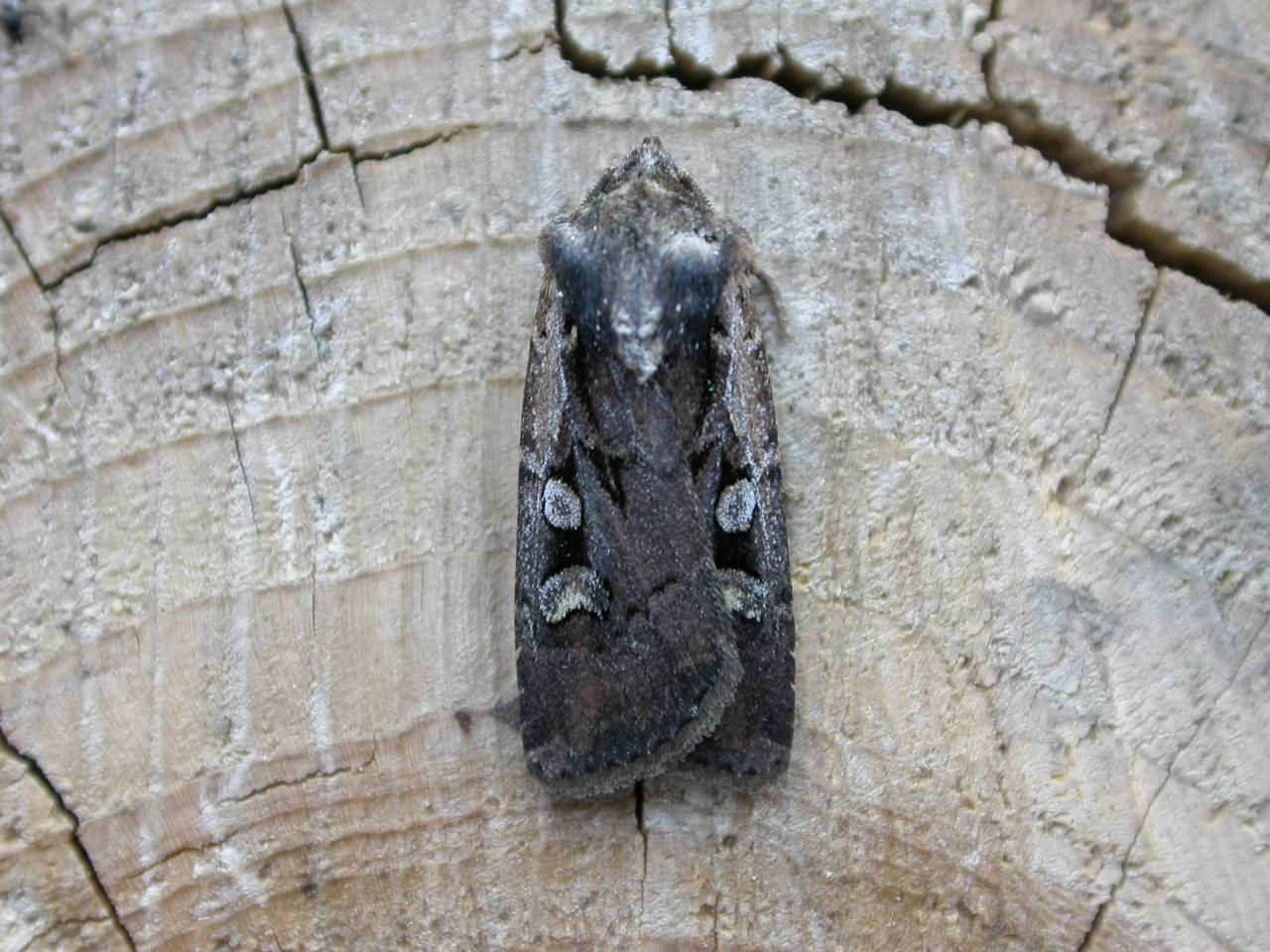
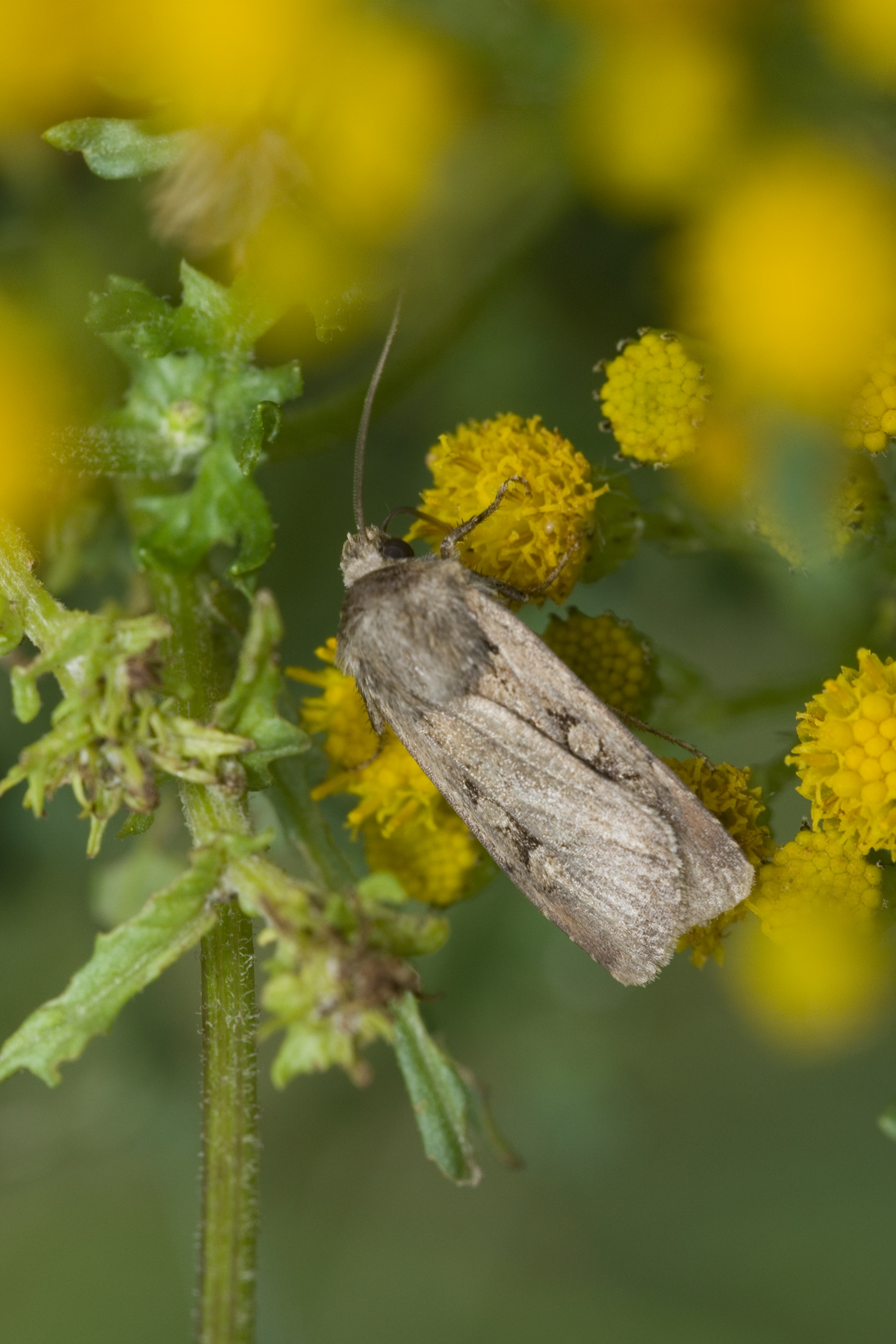